# Trieces cnemotis
Trieces cnemotis är en stekelart som beskrevs av Ian D. Gauld och Sithole 2002. Trieces cnemotis ingår i släktet Trieces och familjen brokparasitsteklar. Inga underarter finns listade i Catalogue of Life.